# تپه میان سراوان ۲شاهسوند
تپه میان سراوان ۲شاهسوند مربوط به مس و سنگ- دوره اشکانیان است و در شهرستان صحنه، بخش مرکزی، روستای شاهسوند واقع شده و این اثر در تاریخ ۱۸ خرداد ۱۳۸۴ با شمارهٔ ثبت ۱۱۸۶۲ به‌عنوان یکی از آثار ملی ایران به ثبت رسیده است.